# 比斯特里察河畔加拉茨鄉
46°59′N 24°24′E / 46.983°N 24.400°E

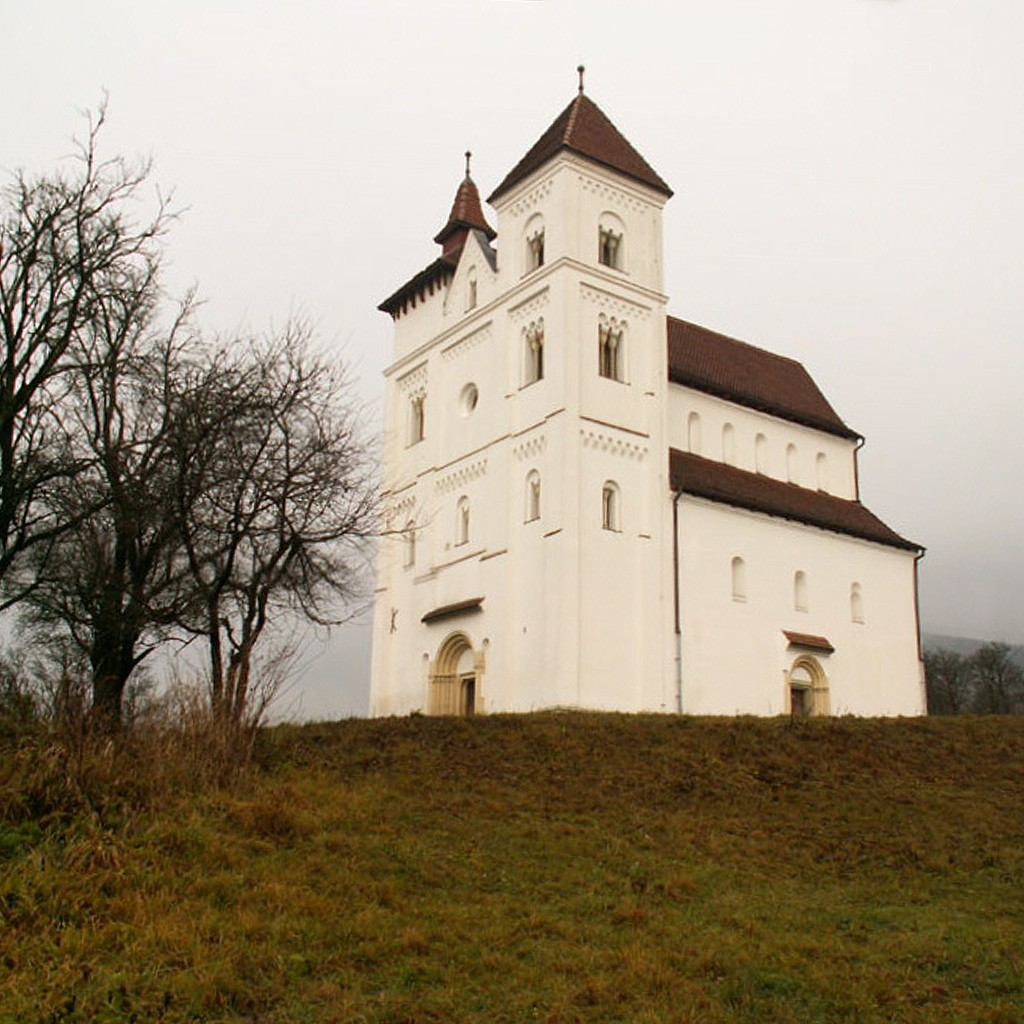

比斯特里察河畔加拉茨鄉（羅馬尼亞語：Comuna Galații Bistriței, Bistrița-Năsăud），是羅馬尼亞的鄉份，位於該國西北部，由比斯特里察-訥瑟烏德縣負責管轄，面積71平方公里，海拔高度324米，2007年人口2,529，人口密度每平方公里35人。